# Dobrovnik
 Dobrovnik   (Hongrois: Dobrónak) est une commune située dans la région du Prekmurje en Slovénie. Les langues officielles de la commune sont le slovène et le hongrois.

## Géographie
La commune est située au nord-est de la Slovénie non loin de la frontière avec la Hongrie. Sur le territoire de la commune se trouve le lac de Bukovnika (Bukovniško jezero). Murska Sobota se situe à environ 15 km à l’ouest. La région fait partie du bassin de la rivière Mur.

### Villages
Les villages de la commune sont Dobrovnik, Strehovci et Žitkovci (hongrois : Zsitkóc).

## Démographie
Entre 1999 et 2021, la population de la commune est restée relativement stable une population légèrement supérieure à 1 000 habitants,.
Évolution démographique
| 1999  | 2000  | 2001  | 2002  | 2003  | 2004  | 2005  | 2006  | 2007  |
| ----- | ----- | ----- | ----- | ----- | ----- | ----- | ----- | ----- |
| 1 422 | 1 420 | 1 401 | 1 386 | 1 380 | 1 390 | 1 374 | 1 380 | 1 382 |
| 2008  | 2009  | 2010  | 2011  | 2012  | 2013  | 2014  | 2015  | 2016  |
| 1 380 | 1 332 | 1 324 | 1 335 | 1 338 | 1 319 | 1 279 | 1 280 | 1 277 |
| 2017  | 2018  | 2019  | 2020  | 2021  |       |       |       |       |
| 1 274 | 1 291 | 1 284 | 1 284 | 1 293 |       |       |       |       |